# Franc Copf
Franc Copf, slovenski zdravnik kirurg in izumitelj, * 6. marec 1931, Varaždin, Hrvaška †  9. 4. 2011, Bled.

## Življenje in delo
Diplomiral je 1956 na ljubljanski Medicinski fakulteti, leta 1963 končal specializacijo iz kirurgije ter leta 1992 doktoriral. Zaposlil se je na oddelku za plastično kirurgijo Splošne bolnišnice v Mariboru (1963-1965), nato do 1971 deloval v Švici ter do 1973 v Splošni bolnišnici na Jesenicah. Leta 1973 je postal vodja sklepne kirurgije na zasebni kliniki v Stuttgartu. Leta 1994 je bil izvoljen za izrednega profesorja na Medicinski fakulteti v Ljubljani. Je izumitelj prve bionične endoproteze kolčnega sklepa (1979) in avtor več mednarodnih patentov o endoprotezah. 